# Ворновской, Юрий Васильевич
Юрий Васильевич Ворновской (3 октября 1979, с. Шеино, Белгородская область — 2 марта 2000, с. Харсеной, Чечня) — младший сержант Вооружённых Сил Российской Федерации, участник второй чеченской войны, Герой Российской Федерации (2000).

## Биография
Юрий Ворновской родился 3 октября 1979 года в селе Шеино Корочанского района Белгородской области. Окончил среднюю школу, затем Шебекинский промышленно-экономический техникум в городе Шебекино. В 1998 году Ворновской был призван на службу в Вооружённые Силы Российской Федерации. Проходил службу в 56-м гвардейском Десантно-штурмовом полку Северо-Кавказского военного округа в городе Камышине Волгоградской области. Участвовал во второй чеченской войне.
2 марта 2000 года в районе села Харсеной Шатойского района Чечни Ворновской, находясь в составе разведывательной группы, попал в засаду чеченских сепаратистов. Вместе с двумя бойцами он остался прикрывать отход группы. Когда она отошла на достаточное расстояние, Ворновской дал приказ бывшим с ним солдатам отходить, и прикрывал уже их отход, однако это не удалось, так как к тому времени они были уже в окружении. Оба солдата погибли. Ворновской получил два ранения, но продолжал вести огонь по противнику, а когда кончились патроны, вступил в рукопашную схватку. Всего им было уничтожено 11 боевиков. Погиб в этом бою. Похоронен в родном селе.
Указом Президента Российской Федерации № 1067 от 7 июня 2000 года за «мужество и героизм, проявленные при выполнении воинского долга в Северо-Кавказском регионе» младший сержант Юрий Ворновский посмертно был удостоен высокого звания Героя Российской Федерации.
В честь Ворновского названа школа, которую он оканчивал.